# Église de Kappel
Pour les articles homonymes, voir Kappel.
L'église de Kappel (Kappel Kirke en danois) est une église située dans la paroisse (en) de Kappel (da), dans la ville de Nakskov (commune de Lolland, sur l'île éponyme), dans la région de Sjælland, au Danemark.
Pour l'Organisation hydrographique internationale (OHI), à travers sa publication Limits of Oceans and Seas (3e édition, 1953), elle constitue avec le point (de) de Gulstav (ceb), sur l'île danoise de Fionie, un des deux points de repère servant de limite géographique pour la mer Baltique au niveau du détroit du Grand Belt.